# チャブ錯視

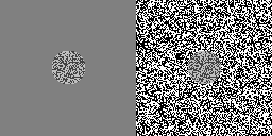
チャブ錯視の例。中心の領域は同一である。

チャブ錯視（チャブさくし）とは、主観的コントラストが周辺部に依存して知覚される錯視である。ある模様の対象領域が示されるとき、その周辺に同等の空間周波数でより高コントラストな模様が配されると対象領域のコントラストが鈍って見える。この錯視はチャールズ・チャブらによって1989年に報告された。